# Stefan Batory (Schiff)
Die Stefan Batory war ein polnischer Transatlantikliner, der bis 1987 als einer der letzten den planmäßigen Liniendienst von Europa nach Nordamerika versah.

## Geschichte
Das Schiff wurde als das zweite von zwei Schwesterschiffen (das andere war die Ryndam) unter der Baunummer 733 auf der niederländischen Werft Wilton-Fijenoord für die Holland-America Line gebaut. Zunächst war vorgesehen, Kombifrachter zu bauen. Holland-America Line änderte die Bestellung jedoch während des Baus.

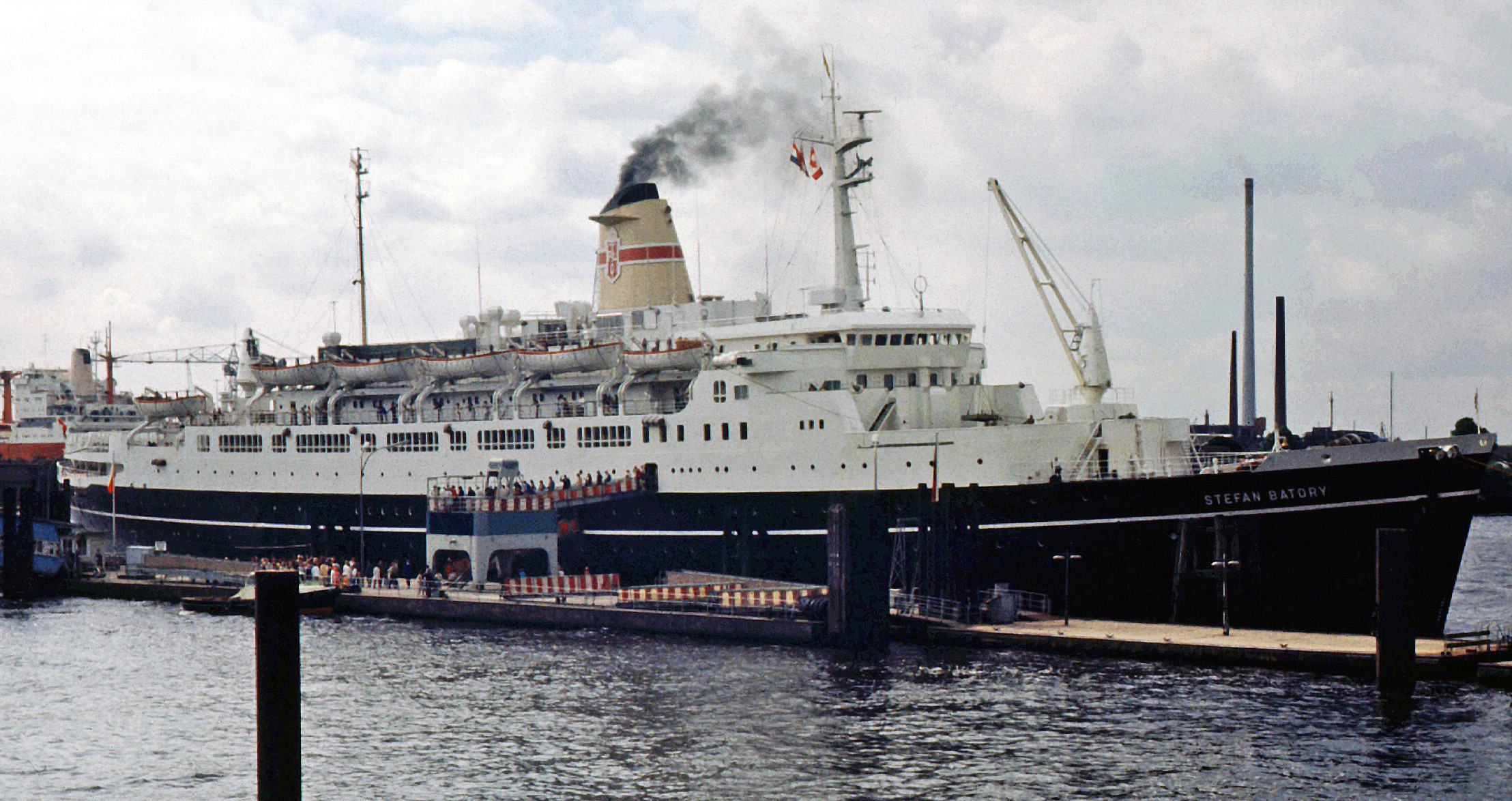
Stefan Batory 1973 in Hamburg

Das Schiff, das als Diemerdijk geplant war, lief am 5. April 1952 vom Stapel. Es wurde von der Holland-America Line als Maasdam auf der Strecke Rotterdam–Montreal–New York eingesetzt. Zeitweise kam es auch für Kreuzfahrten zum Einsatz. Auf der Kanadastrecke machte es jedoch Verluste wegen schwacher Auslastung.
Im Mai 1968 wurde das Schiff von der Polskie Linie Oceaniczne für drei Millionen US-Dollar erworben, um die Tradition der im gleichen Jahr außer Dienst gestellten Vorgängerin Batory fortzusetzen. Nach kleineren Umbauten bei der Danziger Reparaturwerft (eine zweite Umbauphase erfolgte im Winter 1979/70) bot das Schiff zunächst Platz für 805 Passagiere. Zwei Ladeluken wurden in einen Kinosaal bzw. in Mannschaftsunterkünfte und einen Pool verwandelt; ein Sportsaal und eine Sauna wurden eingebaut. Nach dem Umbau belief sich die Vermessung auf 15.044 BRT, die Verdrängung betrug 7.170 Tonnen, nach weiteren Umbauten 6.489 Tonnen.
Am 11. April 1969 nahm die Stefan Batory den Liniendienst von Polen über Kopenhagen und Tilbury nach Québec und Montreal in Kanada auf, da ihr wie der Vorgängerin das Anlaufen New Yorks verweigert wurde. Auf dieser Strecke konkurrierte sie u. a. mit der Empress of Canada und der Aleksandr Pushkin.

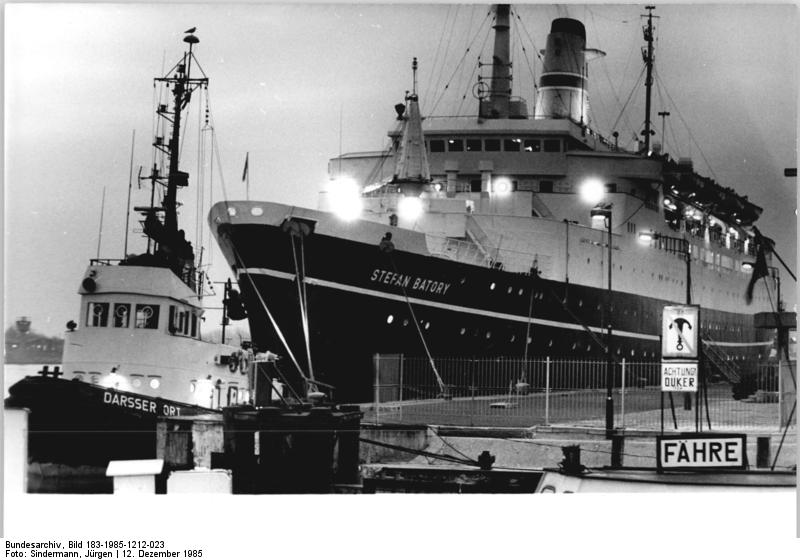
Die Stefan Batory 1985 in Warnemünde

Das bei der großen polnischstämmigen Bevölkerung in Nordamerika sehr populäre und zu 92 bis 93 Prozent ausgelastete Schiff besuchte nach Ende des von 1951 bis 1970 andauernden Boykotts durch amerikanische Häfen im Januar 1971 erstmals New York und erregte wegen des gerade erst beendeten polnischen Werftarbeiteraufstands vom Dezember 1970 einen Skandal. Seit 1971 wurde es auf Kreuzfahrten in die Karibik, zu den Kanarischen Inseln, nach Norwegen und ins Schwarze Meer eingesetzt; 1972 besuchte die Stefan Batory mit Cuxhaven und Hamburg erstmals deutsche Häfen. Immer wieder verließen Polen unerlaubterweise das Schiff, um sich nach Westeuropa abzusetzen, so im Jahr 1971 in Hamburg 81 Personen und 1984 sogar 192 Personen.
Den Mangel an Komfort – fehlende Bademöglichkeiten in den Kabinen – machte das Schiff durch Atmosphäre, Violinkonzerte, gutes Essen und niedrige Reisetarife wett.
1987 wurde der Liniendienst nach Montreal, der seit 1977 über Rotterdam lief, u. a. wegen der in Kanada verschärften Umweltgesetzgebung, die Umbauten erforderlich gemacht hätten, eingestellt. Im April 1988 wurde das Schiff unter dem Namen Stefan zunächst an einen griechischen Reeder nach Piräus und von diesem 1989 an die Stena Line nach Schweden verkauft. Es lag seit 1991 als Hotelschiff für Flüchtlinge in Göteborg, nunmehr vermessen mit 11.693 BRT. Dort diente es auch als Filmkulisse. 1991 ging es als Hotelschiff nach Piräus in Griechenland. Nachdem Umbaupläne gescheitert waren, lag es als Schiffsreserve in Chalkis, strandete 1997 im Sturm und wurde 2000 in Aliağa in der Türkei verschrottet.

## Technische Daten und Ausstattung
Das als Frachter geplante Schiff war mit zwei Foster-Wheeler-Dampfkesseln mit einem Dampfdruck von 32,7 atm und einer Kapazität von 50 Tonnen pro Stunde ausgestattet, die je eine Hoch- und Niederdruckturbine von General Electric mit zweistufigem Untersetzungsgetriebe mit Dampf versorgten. Höchst- bzw. Reisegeschwindigkeit betrugen 18 bzw. 16 Knoten, die Reichweite 12.200 Seemeilen.
Das Schiff verfügte über zwei Passagierklassen. In der I. Klasse fanden rund 40, in der II. Klasse rund 850 Passagiere Platz. 1961 wurde das Schiff umgebaut. Dabei reduzierte sich die Passagierkapazität leicht. Durch die Umbauten 1968 und 1970 ging sie weiter auf 779 zurück.